# Hanako-kun - I sette misteri dell'Accademia Kamome
Hanako-kun - I sette misteri dell'Accademia Kamome (地縛少年花子くん?, Jibaku shōnen Hanako-kun, lett. "Hanako-kun, un ragazzo legato alla terra"), noto anche con il titolo internazionale Toilet-Bound Hanako-kun, è un manga disegnato e scritto rispettivamente da Aida e da Iro (AidaIro), pubblicato sulla rivista Monthly GFantasy della Square Enix. Un adattamento anime prodotto dallo studio Lerche è stato trasmesso in Giappone dal 9 gennaio al 26 marzo 2020. Una seconda stagione viene trasmessa dal 12 gennaio 2025.

## Trama
L'Accademia Kamome è celebre per essere collegata ad eventi sovrannaturali, e per la presenza di "sette misteri" irrisolti. Il settimo è "Hanako-san del bagno" il fantasma di una ragazzina che secondo la leggenda avrebbe infestato un bagno dell'istituto. Hanako avrebbe il potere di avverare i desideri di chi riesce a invocarla con successo. 
Yashiro Nene è una studentessa al primo anno delle superiori, in cerca delle attenzioni di un Senpai per cui si è presa una cotta invoca il settimo mistero, a sua sorpresa, Hanako-san è in realtà un ragazzo. Una serie di eventi porteranno Yashiro a diventare l'assistente di Hanako, scoprire il passato del ragazzo e la connessione che lei ha con il mondo sovrannaturale.

## Media

### Manga
Il manga, scritto e disegnato da AidaIro, viene serializzato dal 18 giugno 2014 sulla rivista mensile Monthly GFantasy edita da Square Enix. I capitoli vengono raccolti in volumi tankōbon dal 22 maggio 2015. Al 26 giugno 2025 i volumi totali ammontano a 24. Un volume numerato come 0 è stato pubblicato il 27 dicembre 2019.
Uno spin-off intitolato Hanako-kun - Il doposcuola dell'Accademia Kamome (放課後少年花子くん?, Hōkago shōnen Hanako-kun) viene serializzato sul sito web pixiv Comic (PFantapy) dal 22 febbraio 2018. I capitoli vengono raccolti in volumi tankōbon dal 27 agosto 2019. Al 27 febbraio 2024 i volumi totali ammontano a 2.
In Italia la serie viene distribuita da J-Pop dal 14 ottobre 2020. Lo stesso editore ha anche pubblicato il volume zero il 9 febbraio 2022 e lo spin-off il 13 aprile 2022. La traduzione dei testi di entrambe le serie è curata da Davide Campari.
| Hanako-kun - I sette misteri dell'Accademia Kamome (24+ volumi) | |                                                                                       |                   |                                                                                       |
| 1                                                               | 22 maggio 2015 | ISBN 978-4-7575-4662-2                                                                | 14 ottobre 2020   | ISBN 978-88-349-0383-4                                                                |
| 1                                                               | Capitoli - Mistero 1. Hanako-san del gabinetto (トイレの花子さん?, Toire no Hanako-san) - Mistero 2. Le fate (ようせいさん?, Yōsei-san) - Mistero 3. L’esorcista ragazzino (祓い屋少年?, Haraiya shōnen) - Mistero 4. La scala di misaki (I) (ミサキ階段 其の一?, Misaki kaidan sono ichi) - Mistero 5. La scala di misaki (II) (ミサキ階段 其の二?, Misaki kaidan sono ni) |                                                                                       |                   |                                                                                       |
| 2                                                               | 21 novembre 2015 | ISBN 978-4-7575-4819-0                                                                | 18 novembre 2020  | ISBN 978-88-349-1512-7                                                                |
| 2                                                               | Capitoli - Mistero 6. La scala di misaki (III) (ミサキ階段 其の三?, Misaki kaidan sono san) - Mistero 7. La scala di misaki (IV) (ミサキ階段 其の四?, Misaki kaidan sono shi) - Mistero 8. L’albero delle dichiarazioni (告白の木?, Kokuhaku no ki) - Mistero 9. Il giovane esorcista (I) (祓い屋の青年 其の一?, Haraiya no seinen sono ichi) - Mistero 10. Il giovane esorcista (II) (祓い屋の青年 其の二?, Haraiya no seinen sono ni) |                                                                                       |                   |                                                                                       |
| 3                                                               | 27 maggio 2016 | ISBN 978-4-7575-5000-1                                                                | 9 dicembre 2020   | ISBN 978-88-349-0409-1                                                                |
| 3                                                               | Capitoli - Mistero 11. L’archivio delle quattro del pomeriggio (I) (16時の書庫 其の一?, Jū roku-ji no shoko sono ichi) - Mistero 12. L’archivio delle quattro del pomeriggio (II) (16時の書庫 其の二?, Jū roku-ji no shoko sono ni) - Mistero 13. L'archivio delle quattro del pomeriggio (III) (16時の書庫 其の三?, Jū roku-ji no shoko sono san) - Mistero 14. L’archivio delle quattro del pomeriggio (IV) (16時の書庫 其の四?, Jū roku-ji no shoko sono shi) - Mistero 15. Ciambelle (ドーナツ?, Dōnatsu) |                                                                                       |                   |                                                                                       |
| 4                                                               | 27 settembre 2016 | ISBN 978-4-7575-5112-1                                                                | 10 febbraio 2021  | ISBN 978-88-349-0487-9                                                                |
| 4                                                               | Capitoli - Mistero 16. La sirenetta (I) (人魚姫 其の一?, Ningyo hime sono ichi) - Mistero 17. La sirenetta (II) (人魚姫 其の二?, Ningyo hime sono ni) - Mistero 18. Mitsuba (I) (ミツバ 其の一?, Mitsuba sono ichi) - Mistero 19. Mitsuba (II) (ミツバ 其の二?, Mitsuba sono ni) - Mistero 20. Mitsuba (III) (ミツバ 其の三?, Mitsuba sono san) |                                                                                       |                   |                                                                                       |
| 5                                                               | 27 febbraio 2017 | ISBN 978-4-7575-5259-3                                                                | 10 marzo 2021     | ISBN 978-88-349-0557-9                                                                |
| 5                                                               | Capitoli - Mistero 21. L’ora del tè (I) (お茶会 其の一?, Osakai sono ichi) - Mistero 22. L’ora del tè (II) (お茶会 其の二?, Osakai sono ni) - Mistero 23. I tre custodi del tempo (I) (三人の時計守 其の一?, San'nin no tokei mamoru sono ichi) - Mistero 24. I tre custodi del tempo (II) (三人の時計守 其の二?, San'nin no tokei mamoru sono ni) - Mistero 25. I tre custodi del tempo (III) (三人の時計守 其の三?, San'nin no tokei mamoru sono san) |                                                                                       |                   |                                                                                       |
| 6                                                               | 27 luglio 2017 | ISBN 978-4-7575-5427-6                                                                | 7 aprile 2021     | ISBN 978-88-349-0587-6                                                                |
| 6                                                               | Capitoli - Mistero 26. I tre custodi del tempo (IV) (三人の時計守 其の四?, San'nin no tokei mamoru sono shi) - Mistero 27. I tre custodi del tempo (V) (三人の時計守 其の五?, San'nin no tokei mamoru sono go) - Mistero 28. La ricerca (I) (さがしもの 其のー?, Sagashimono sono ichi) - Mistero 29. La ricerca (II) (さがしもの 其の二?, Sagashimono sono ni) - Mistero 30. Tendendo la mano (てをのばす?, Te o nobasu) |                                                                                       |                   |                                                                                       |
| 7                                                               | 27 dicembre 2017 | ISBN 978-4-7575-5572-3                                                                | 5 maggio 2021     | ISBN 978-88-349-0619-4                                                                |
| 7                                                               | Capitoli - Mistero 31. L’inferno degli specchi (I) (カガミジゴク 其のー?, Kagamijigoku sono ichi) - Mistero 32. L’inferno degli specchi (II) (カガミジゴク 其の二?, Kagamijigoku sono ni) - Mistero 33. L’inferno degli specchi (III) (カガミジゴク 其の三?, Kagamijigoku sono san) - Mistero 34. L’inferno degli specchi (IV) (カガミジゴク 其の四?, Kagamijigoku sono shi) - Mistero 35. L'inferno degli specchi (V) (カガミジゴク 其の五?, Kagamijigoku sono go) |                                                                                       |                   |                                                                                       |
| 8                                                               | 26 maggio 2018 | ISBN 978-4-7575-5732-1                                                                | 3 giugno 2021     | ISBN 978-88-349-0660-6                                                                |
| 8                                                               | Capitoli - Mistero 36. La consegna (とどけもの?, Todokemono) - Mistero 37. Lanterne estive (I) (夏灯り 其の一?, Natsu akari sono ichi) - Mistero 38. Lanterne estive (II) (夏灯り 其の二?, Natsu akari sono ni) - Mistero 39. Mokke of the dead (もっけ・オブ・ザ・デッド?, Mokke obu za Deddo) - Mistero 40. La malinconia del nuovo numero 3 (新・三番の憂鬱?, Shin sanban no yūutsu) |                                                                                       |                   |                                                                                       |
| 9                                                               | 26 ottobre 2018 | ISBN 978-4-7575-5900-4                                                                | 7 luglio 2021     | ISBN 978-88-349-0682-8                                                                |
| 9                                                               | Capitoli - Mistero 41. Il castello in aria (I) (エソラゴト 其の一?, Esoragoto sono ichi) - Mistero 42. Il castello in aria (II) (エソラゴト 其の二?, Esoragoto sono ni) - Mistero 43. Il castello in aria (III) (エソラゴト 其の三?, Esoragoto sono san) - Mistero 44. Il castello in aria (IV) (エソラゴト 其の四?, Esoragoto sono shi) - Mistero 45. Il castello in aria (V) (エソラゴト 其の五?, Esoragoto sono go) |                                                                                       |                   |                                                                                       |
| 10                                                              | 27 marzo 2019 | ISBN 978-4-7575-6078-9                                                                | 4 agosto 2021     | ISBN 978-88-349-0714-6                                                                |
| 10                                                              | Capitoli - Mistero 46. Il castello in aria (VI) (エソラゴト 其の六?, Esoragoto sono roku) - Mistero 47. Il castello in aria (VII) (エソラゴト 其の七?, Esoragoto sono nana) - Mistero 48. Il castello in aria (VIII) (エソラゴト 其の八?, Esoragoto sono hachi) - Mistero 49. Il castello in aria (IX) (エソラゴト 其の九?, Esoragoto sono kyū) - Mistero 50. Il castello in aria (X) (エソラゴト 其の十?, Esoragoto sono jū) |                                                                                       |                   |                                                                                       |
| 11                                                              | 27 agosto 2019 | ISBN 978-4-7575-6147-2 (edizione regolare) ISBN 978-4-7575-6148-9 (edizione limitata) | 22 settembre 2021 | ISBN 978-88-349-0743-6 (edizione regolare) ISBN 978-88-349-0797-9 (edizione limitata) |
| 11                                                              | Capitoli - Mistero 51. Farsa (キレイゴト?, Kireigoto) - Mistero 52. Desiderio (ネガイゴト?, Negaigoto) - Mistero 53. Ciò che è nascosto (カクシゴト?, Kakushigoto) - Mistero 54. Soliloquio (ヒトリゴト?, Hitorigoto) - Mistero 55. Controsenso (ヨマイゴト?, Yomaigoto) |                                                                                       |                   |                                                                                       |
| 12                                                              | 27 dicembre 2019 | ISBN 978-4-7575-6330-8 (edizione regolare) ISBN 978-4-7575-6331-5 (edizione limitata) | 13 ottobre 2021   | ISBN 978-88-349-0765-8                                                                |
| 12                                                              | Capitoli - Mistero 56. La fine del sogno (I) (夢の終わり 其の一?, Yume no owari sono ichi) - Mistero 57. La fine del sogno (II) (夢の終わり 其の二?, Yume no owari sono ni) - Mistero 58. La fine del sogno (III) (夢の終わり 其の三?, Yume no owari sono san) - Mistero 59. Gli esami di fine trimestre (期末試験?, Kimatsu shiken) - Mistero 60. Studio fuori porta (I) (宿泊学習?, Shukuhaku gakushū) |                                                                                       |                   |                                                                                       |
| 0                                                               | 27 dicembre 2019 | ISBN 978-4-7575-6454-1                                                                | 9 febbraio 2022   | ISBN 978-88-349-0910-2                                                                |
| 0                                                               | Capitoli - 1. Hanako-san del gabinetto (トイレの花子さん?, Toire no Hanako-san) - 2. L'onmyoji ragazzino (少年陰陽師?, Shōnen onmyōji) - 3. La finestra della volpe (きつねの窓?, Kitsune no mado) - Gli amati morti viventi-Dear My Living Dead (愛しのリビングデッド?, Itoshino Ribingu Deddo) |                                                                                       |                   |                                                                                       |
| 13                                                              | 27 maggio 2020 | ISBN 978-4-7575-6661-3                                                                | 4 novembre 2021   | ISBN 978-88-349-0808-2                                                                |
| 13                                                              | Capitoli - Mistero 61. Studio fuori porta (II) (宿泊学習 其の二?, Shukuhaku gakushū sono ni) - Mistero 62. L'ascensore (エレベーター?, Erebētā) - Mistero 63. Il sacrificio dello Shinigami (I) (死神の生贄?, Shinigami no ikenie) - Mistero 64. Il sacrificio dello Shinigami (II) (死神の生贄 其の二?, Shinigami no ikenie sono ni) - Mistero 65. Il sacrificio dello Shinigami (III) (宿泊学習 其の三?, Shukuhaku gakushū sono san) |                                                                                       |                   |                                                                                       |
| 14                                                              | 27 novembre 2020 | ISBN 978-4-7575-6965-2                                                                | 13 gennaio 2022   | ISBN 978-88-349-0881-5                                                                |
| 14                                                              | Capitoli - Mistero 66. Sumire (I) (スミレ?, Sumire) - Mistero 67. Sumire (II) (スミレ 其の二?, Sumire sono ni) - Mistero 68. Sumire (III) (スミレ 其の三?, Sumire sono san) - Mistero 69. Aoi e Akane (I) (アオイとアカネ?, Aoi to Akane) - Mistero 70. Aoi e Akane (II) (アオイとアカネ 其の二?, Aoi to Akane sono ni) |                                                                                       |                   |                                                                                       |
| 15                                                              | 27 aprile 2021 | ISBN 978-4-7575-7224-9 (edizione regolare) ISBN 978-4-7575-7225-6 (edizione limitata) | 9 marzo 2022      | ISBN 978-88-349-0936-2                                                                |
| 15                                                              | Capitoli - Mistero 71. Scisma (断絶?, Danzetsu) - Mistero 72. Una giornata di vacanza (休日?, Kyūjitsu) - Mistero 73. A casa di Minamoto (源家にて?, Minamoto ke mite) - Mistero 74. Scomparsa (喪失?, Sōshitsu) - Mistero 75. Incontro (遭遇?, Sōgū) |                                                                                       |                   |                                                                                       |
| 16                                                              | 27 settembre 2021 | ISBN 978-4-7575-7495-3                                                                | 4 maggio 2022     | ISBN 978-88-349-0998-0                                                                |
| 16                                                              | Capitoli - Mistero 76. La casa rossa (I) (赤い家?, Akai ie) - Mistero 77. La casa rossa (II) (赤い家 其の二?, Akai ie sono ni) - Mistero 78. La casa rossa (III) (赤い家 其の三?, Akai ie sono san) - Mistero 79. La casa rossa (IV) (赤い家 其の四?, Akai ie sono yon) - Mistero 80. La casa rossa (V) (赤い家 其の五?, Akai ie sono go) |                                                                                       |                   |                                                                                       |
| 17                                                              | 26 febbraio 2022 | ISBN 978-4-7575-7760-2                                                                | 6 luglio 2022     | ISBN 978-88-349-1068-9                                                                |
| 17                                                              | Capitoli - Mistero 81. La casa rossa (VI) (赤い家 其の六?, Akai ie sono roku) - Mistero 82. La casa rossa (VII) (赤い家 其の七?, Akai ie sono nana) - Mistero 83. Pizza Party (ピザパーティー?, Piza Pātī) - Mistero 84. La sponda dei defunti (I) (彼岸行?, Higan yuki) - Mistero 85. La sponda dei defunti (II) (彼岸行 其の二?, Higan yuki sono ni) |                                                                                       |                   |                                                                                       |
| 18                                                              | 26 agosto 2022 | ISBN 978-4-7575-8096-1                                                                | 8 marzo 2023      | ISBN 978-88-349-1980-4                                                                |
| 18                                                              | Capitoli - Mistero 86. La sponda dei defunti (III) (彼岸行 其の三?, Higan gyō sono san) - Mistero 87. Fratelli (兄弟?, Kyōdai) - Mistero 88. L'oni (I) (鬼?, Oni) - Mistero 89. L'oni (II) (鬼 其の二?, Oni sono ni) - Mistero 90. L'oni (III) (鬼 其の三?, Oni sono san) - Mistero 91. Rimedio (I) (矯正?, Kyōsei) |                                                                                       |                   |                                                                                       |
| 19                                                              | 27 febbraio 2023 | ISBN 978-4-7575-8329-0                                                                | 18 ottobre 2023   | ISBN 978-88-349-1262-1                                                                |
| 19                                                              | Capitoli - Mistero 92. Rimedio (II) (矯正 其の二?, Kyōsei sono ni) - Mistero 93. L'alba (I) (夜明 其の一?, Yoake sono ichi) - Mistero 94. L'alba (II) (夜明 其の二?, Yoake sono ni) - Mistero 95. L'alba (III) (夜明 其の三?, Yoake sono san) - Mistero 96. La festa dei fuochi d'artificio (I) (花火パーティー?, Hanabi Pātī) - Mistero 97. La festa dei fuochi d'artificio (II) (花火パーティー 其の二?, Hanabi Pātī sono ni) |                                                                                       |                   |                                                                                       |
| 20                                                              | 25 agosto 2023 | ISBN 978-4-7575-8636-9 (ed. regolare) ISBN 978-4-7575-8637-6 (ed. limitata)           | 14 febbraio 2024  | ISBN 978-88-349-2416-7                                                                |
| 20                                                              | Capitoli - Mistero 98. Divertimento notturno (I) (夜遊び 其の一?, Yoasobi sono ichi) - Mistero 99. Divertimento notturno (II) (夜遊び 其の二?, Yoasobi sono ni) - Mistero 100. Divertimento notturno (III) (夜遊び 其の三?, Yoasobi sono san) - Mistero 101. Presagio (I) (前兆 其の一?, Zenchō sono ichi) - Mistero 102. Presagio (I) (前兆 其の二?, Zenchō sono ni) |                                                                                       |                   |                                                                                       |
| 21                                                              | 27 febbraio 2024 | ISBN 978-4-7575-9065-6                                                                | 18 settembre 2024 | ISBN 978-88-349-2936-0                                                                |
| 21                                                              | Capitoli - Mistero 103. Presagio (III) (前兆 其の三?, Zenchō sono san) - Mistero 104. Il festival scolastico (I) (学園祭 其の一?, Gakuen-sai sono ichi) - Mistero 105. Il festival scolastico (II) (学園祭 其の二?, Gakuen-sai sono ni) - Mistero 106. Spaiati (I) (ちぐはぐ?, Chiguhagu) - Mistero 107. Spaiati (II) (ちぐはぐ 其の二?, Chiguhagu sono ni) |                                                                                       |                   |                                                                                       |
| 22                                                              | 26 luglio 2024 | ISBN 978-4-7575-9315-2                                                                | 12 febbraio 2025  | ISBN 978-88-349-3212-4                                                                |
| 22                                                              | Capitoli - Mistero 108. (時計守裁判?, Tokeimori saiban) - Mistero 109. (時計守裁判の二?, Tokeimori saiban sono ni) - Mistero 110. (時計守裁判 其の三?, Tokeimori saiban sono san) - Mistero 111. (時計守裁判 其の四?, Tokeimori saiban sono shi) - Mistero 112. (改変?, Kaihen) |                                                                                       |                   |                                                                                       |
| 23                                                              | 27 dicembre 2024 | ISBN 978-4-7575-9589-7                                                                | 9 luglio 2025     | ISBN 978-88-349-3555-2                                                                |
| 23                                                              | Capitoli - Mistero 113. (改変其の二?, Kaihen sono ni) - Mistero 114. (改変其の三?, Kaihen sono san) - Mistero 115. (改変其の四?, Kaihen sono yon) - Mistero 116. (改変其の五?, Kaihen sono go) - Mistero 117. (改変其の六?, Kaihen sono roku) |                                                                                       |                   |                                                                                       |
| 24                                                              | 26 giugno 2025 | ISBN 978-4-7575-9919-2                                                                | —                 | —                                                                                     |
| 24                                                              | Capitoli - Mistero 118. (夢の話?, Yume no hanashi) - Mistero 119. (しあわせ?, Shiawase) - Mistero 120. (しあわせ 其の二?, Shiawase sono ni) - Mistero 121. (しあわせ 其の三?, Shiawase sono san) - Mistero 122. (しあわせ 其の四?, Shiawase sono yon) |                                                                                       |                   |                                                                                       |
| Hanako-kun - Il doposcuola dell'Accademia Kamome (2+ volumi)    | |                                                                                       |                   |                                                                                       |
| 1                                                               | 27 agosto 2019 | ISBN 978-4-7575-6262-2                                                                | 13 aprile 2022    | ISBN 978-88-349-0955-3                                                                |
| 1                                                               | Capitoli - 1. Hanako-kun del doposcuola (放課後少年花子くん?, Hōkago shōnen Hanako-kun) - 2. Il gioco del re (王様ゲーム?, Ōsama Gēmu) - 3. Le ambizioni dei Mokke (もっけの野望?, Mokke no yabō) - 4. Kokkuri-san (こっくりさん?, Kokkuri-san) - 5. Il doposcuola nella stanza trasmissioni (放課後の放送室?, Hōkago no hōsō-shitsu) - 6. Il doposcuola nell'aula del consiglio studentesco (放課後の生徒会室?, Hōkago no seitokaishitsu) - 7. Il demone estivo -Hanako è una ragazza! (夏の魔物～地縛少女花子さん～?, Natsu no mamono ~Jibaku Shōjo Hanako-san~) - 8. Il demone estivo -il ritorno (夏の魔物〜再来〜?, Natsu no mamono ~Sairai~) - 9. La verità dei Mokke (トゥルー・オブ・もっけ?, Tourū Obu Mokke) - 10. Il mostro della sezione liceale (高等部の怪?, Kōtō-bu no kai) - 11. Raffreddore sovrannaturale (怪異風邪?, Kaii kaze) - 12. La grande strategia dell'amicizia di Mitsuba (ミツバの友達大作戦?, Mitsuba no tomodachi dai sakusen) - 13. Un Mokke a casa nostra! (もっけが家にやってきた！?, Mokke ga ie ni yattekita!) - 14. Un amore al doposcuola (放課後の恋心?, Hōkago no koigokoro) - 15. Vacanze estive al doposcuola (放課後のバカンス?, Hōkago no bakansu) |                                                                                       |                   |                                                                                       |
| 2                                                               | 27 febbraio 2024 | ISBN 978-4-7575-9066-3                                                                | —                 | —                                                                                     |
| 2                                                               | Capitoli - 16. (悪夢?, Akumu) - 17. (コンビニ?, Konbini) - 18. (悪良スイッチ?, Aku ryō Suitchi) - 19. (放課後の喫茶店?, Hōkago no kissaten) - 20. (お料理教室?, O ryōri kyōshitsu) - 21. (もっけの恋愛相談?, Mokke no ren'ai sōdan) - 22. (お願いシジマさん！?, Onegai Shijima-san!) - 23. (はじめてのおつかい?, Hajimete nō tsukai) - 24. (名前?, Namae) - 25. (放課後もっけ?, Hōkago mo kke) - 26. (呪いのネコミミ?, Noroi no nekomimi) - 27. (百物語?, Hyakumonogatari) |                                                                                       |                   |                                                                                       |

#### Capitoli non ancora in formatotankōbon
Questa lista è suscettibile di variazioni e potrebbe essere incompleta o non aggiornata.

- Mistero 123.  (猫?, Kyatto)
- Mistero 124.  (雪の街?, Yuki no machi)
- Mistero 125.  (砂の記憶?, Suna no kioku)
- Mistero 126.  (何度も何度も?, Nandomonandomo)
- Mistero 127.  (時間 に 戻る?, Jikan ni modoru)
- Mistero 128.  (偶然の出会い?, Gūzen no deai)

### Anime
Un adattamento anime è stato annunciato da Square Enix il 18 marzo 2019. La serie è stata prodotta da Square Enix e realizzazioni delle animazioni affidate allo  studio Lerche e diretta da Masaomi Ando, la sceneggiatura è stata affidata a Yasushiro Nakanishi mentre la colonna sonora è stata curata da Hiroshi Takaki. La prima stagione della serie è composta da 12 episodi ed è stata trasmessa sui canali di TBS, SUN, CBC e BS-TBS dal 9 gennaio al 26 marzo 2020. La sigla d'apertura si intitola No.7 ed è stata cantata dalla Chibaku Shōnen Band mentre quella di chiusura è Tiny Light interpretata da Akari Kitō.
Nel dicembre 2022 è stato annunciato un nuovo progetto anime, successivamente descritto come un reboot della serie. Nell'agosto 2023 è stato annunciato un breve adattamento anime del manga Hanako kun - Il doposcuola dell'Accademia Kamome, il quale è stato etichettato come la "prima parte" del progetto. La serie, prodotta dallo studio Lerche e diretta da Masaki Kitamura, presenta la sceneggiatura di Kazuma Nagatomo, il character design di Aya Higami, che funge anche da capo direttore dell'animazione, e la colonna sonora composta da Hiroshi Takaki. L'anime è stato trasmesso in Giappone dal 13 al 31 ottobre 2023 su TBS con episodi dalla durata di 10 minuti l'uno. La sigla di chiusura è Koi! Koi koi (来い!濃い恋?) cantata da Akari Kitō, Yuri Yoshida, Chitose Morinaga e Mai Kanazawa. I diritti per la distribuzione al di fuori dell'Asia sono stati acquistati da Crunchyroll, che l'ha pubblicata in versione sottotitolata in vari Paesi del mondo, tra cui l'Italia.
Nel novembre 2023 è stato annunciato un sequel di 4 episodi de Il doposcuola dell'Accademia Kamome, il quale è stato trasmesso dal 7 al 28 ottobre 2024. È stato inoltre rivelato che una seconda stagione dell'anime originale ha ottenuto il via libera. La seconda stagione dell'anime originale è stata trasmessa dal 12 gennaio al 30 marzo 2025 su TBS e tutte alle affiliate alla JNN. La sigla d'apertura è L'oN cantata da Masayoshi Ōishi mentre quella di chiusura è With a Wish di Akari Kitō. Dopo la conclusione della seconda stagione, è stata annunciata la seconda parte, che va in onda dal 6 luglio 2025.

#### Episodi

##### Hanako-kun - I sette misteri dell'Accademia Kamome

###### Prima stagione
| Nº serie | Nº | Titolo italiano (traduzione letterale) Giapponese 「Kanji」 - Rōmaji                  | In onda          | In onda |
| Nº serie | Nº | Titolo italiano (traduzione letterale) Giapponese 「Kanji」 - Rōmaji                  | Giapponese       |         |
| 1        | 1  | Hanako-san dei bagni 「トイレの花子さん」 - Toire no Hanako-san                       | 9 gennaio 2020   |         |
| 2        | 2  | Yōsei-san 「ようせいさん」 - Yōsei-san                                                | 16 gennaio 2020  |         |
| 3        | 3  | Le scale di Misaki (prima parte) 「ミサキ階段其の一」 - Misaki kaidan sono ichi       | 23 gennaio 2020  |         |
| 4        | 4  | Le scale di Misaki (seconda parte) 「ミサキ階段其の二」 - Misaki kaidan sono ni       | 30 gennaio 2020  |         |
| 5        | 5  | L'albero delle confessioni 「告白の木」 - Kokuhaku no ki                              | 6 febbraio 2020  |         |
| 6        | 6  | La biblioteca delle 16 「16時の書庫」 - 16-ji no shoko                                | 13 febbraio 2020 |         |
| 7        | 7  | Ciambelle 「ドーナツ」 - Dōnattsu                                                     | 20 febbraio 2020 |         |
| 8        | 8  | Mitsuba 「ミツバ」 - Mitsuba                                                          | 27 febbraio 2020 |         |
| 9        | 9  | Ricevimento del tè 「お茶会」 - Ochakai                                               | 5 marzo 2020     |         |
| 10       | 10 | L'inferno degli specchi (prima parte) 「カガミジゴク其の一」 - Kagamijigoku sono ichi | 12 marzo 2020    |         |
| 11       | 11 | L'inferno degli specchi (seconda parte) 「カガミジゴク其の二」 - Kagamijigoku sono ni | 19 marzo 2020    |         |
| 12       | 12 | La sirenetta 「人魚姫」 - Ningyo hime                                                 | 26 marzo 2020    |         |

###### Seconda stagione
Questa lista è suscettibile di variazioni e potrebbe essere incompleta o non aggiornata.

| Nº serie                 | Nº | Titolo italiano Giapponese 「Kanji」 - Rōmaji | In onda          | In onda |
| Nº serie                 | Nº | Titolo italiano Giapponese 「Kanji」 - Rōmaji | Giapponese       |         |
| Prima parte (12 episodi) |    | |                  |         |
| 13                       | 1  | Hanako del gabinetto 「トイレの花子くん」 - Toire no Hanako-kun                                                                                   | 12 gennaio 2025  |         |
| 14                       | 2  | I tre Guardiani dell'orologio 「三人の時計守」 - Sannin no tokei mori                                                                             | 19 gennaio 2025  |         |
| 15                       | 3  | La ricerca 「さがしもの」 - Sagashi mono | 26 gennaio 2025  |         |
| 16                       | 4  | Luci estive 「夏灯り」 - Natsu akari | 2 febbraio 2025  |         |
| 17                       | 5  | Mokke of the Dead 「もっけ・オブ・ザ・デッド」 - Mokke obu za DeddoLa malinconia del nuovo numero tre 「新・三番の憂鬱」 - Shin san-ban no yūutsu | 9 febbraio 2025  |         |
| 18                       | 6  | Fantasticheria 「エソラゴト」 - Esoragoto | 16 febbraio 2025 |         |
| 19                       | 7  | Assurdità 「ヨマイゴト」 - Yomaigoto | 23 febbraio 2025 |         |
| 20                       | 8  | Parole vuote 「キレイゴト」 - Kireigoto | 2 marzo 2025     |         |
| 21                       | 9  | Ciò che è nascosto 「カクシゴト」 - Kakushigoto                                                                                                   | 9 marzo 2025     |         |
| 22                       | 10 | Desiderio 「ネガイゴト」 - Negaigoto | 16 marzo 2025    |         |
| 23                       | 11 | Soliloquio 「ヒトリゴト」 - Hitorigoto | 23 marzo 2025    |         |
| 24                       | 12 | Castelli in aria 「絵空事」 - Esoragoto | 30 marzo 2025    |         |
| Seconda parte            |    | |                  |         |
| 25                       | 13 | Gli esami finali e il ritiro scolastico 「期末試験と宿泊学習」 - Kimatsu shiken to shukuhaku gakushū                                              | 6 luglio 2025    |         |
| 26                       | 14 | La sponda dei vivi e la sponda dei morti 「此岸と彼岸」 - Shigan to higan                                                                         | 13 luglio 2025   |         |
| 27                       | 15 | Il sacrificio dello Shinigami 「死神の生贄」 - Shinigami no ikenie                                                                                | 20 luglio 2025   |         |
| 28                       | 16 | Sumire 「スミレ」 - Sumire | 27 luglio 2025   |         |
| 29                       | 17 | Aoi e Akane 「アオイとアカネ」 - Aoi to Akane | 3 agosto 2025    |         |
| 30                       | 18 | Separazione 「断絶」 - Danzetsu | 10 agosto 2025   |         |
| 31                       | 19 | Incontro 「遭遇」 - Sōgū | 17 agosto 2025   |         |
| 32                       | 20 | La casa rossa 「赤い家」 - Akai ie | 24 agosto 2025   |         |

##### Hanako kun - Il doposcuola dell'Accademia Kamome

###### Prima stagione
| Nº serie | Nº | Titolo italiano Giapponese 「Kanji」 - Rōmaji                                                                                                 | In onda         | In onda |
| Nº serie | Nº | Titolo italiano Giapponese 「Kanji」 - Rōmaji                                                                                                 | Giapponese      |         |
| 1        | 1  | Hanako del doposcuola 「放課後の花子くん」 - Hōkago no Hanako-kunL'ambizione dei Mokke 「もっけの野望」 - Mokke no yabō                       | 12 ottobre 2023 |         |
| 2        | 2  | Kokkuri-san 「こっくりさん」 - Kokkuri-sanMitsuba: Operazione amici 「ミツバの友達大作戦」 - Mitsuba no tomodachi daisakusen                  | 19 ottobre 2023 |         |
| 3        | 3  | Raffreddore sovrannaturale 「怪異風邪」 - Kaii kazeHo portato un Mokke a casa! 「もっけが家にやってきた！」 - Mokke ga ie ni yattekita!       | 26 ottobre 2023 |         |
| 4        | 4  | La verità dei Mokke 「トゥルー・オブ・もっけ」 - Tourū obu MokkeL'asilo per mostri Kamome 「かもめモンスター保育園」 - Kamome Monsutā hoikuen | 31 ottobre 2023 |         |

###### Seconda stagione
| Nº serie | Nº | Titolo italiano Giapponese 「Kanji」 - Rōmaji | In onda         | In onda |
| Nº serie | Nº | Titolo italiano Giapponese 「Kanji」 - Rōmaji | Giapponese      |         |
| 5        | 1  | Incubi 「悪夢」 - AkumuKonbini 「コンビニ」 - Konbini | 7 ottobre 2024  |         |
| 6        | 2  | Il mostro estivo: Hanako-san del gabinetto 「夏の魔物 ～地縛少女花子さん～」 - Natsu no mamono ~Djibaku shōjo Hanako-san~Il mostro estivo: il ritorno 「夏の魔物 ～再来～」 - Natsu no mamono ~Sairai~ | 14 ottobre 2024 |         |
| 7        | 3  | Il doposcuola dei Mokke 「放課後もっけ」 - Hōkago MokkeIl café del doposcuola 「放課後の喫茶店」 - Hōkago no kissaten                                                                                  | 21 ottobre 2024 |         |
| 8        | 4  | Ghost Hotel 「ゴーストホテル」 - Gōsuto Hoteru | 28 ottobre 2024 |         |

## Accoglienza

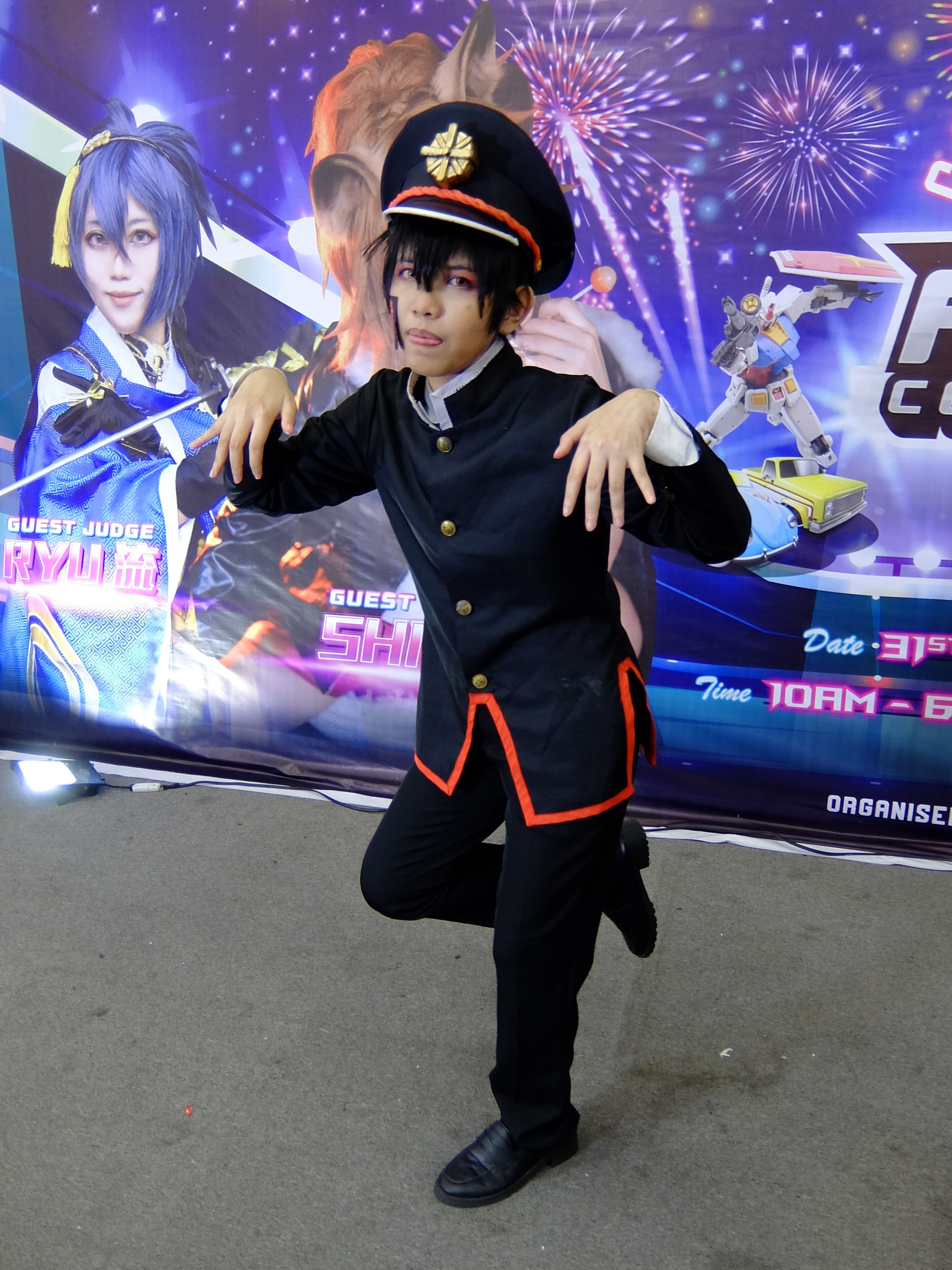
Cosplayer di Hanako

Davide Landi di MangaForever recensì il primo numero del manga, trovando che Iro Aida voleva presentare una trama molto ricca e complessa che gli consentiva di spaziare tra una trama generale che poteva travalicare i singoli numeri e varie trame brevi che invece occupavano le pagina di un singolo capitolo, con un evidente guadagno per il lettore, che si trovava così a scoprire personaggi più completi e meno individualizzati da una singola caratteristica.
Nel sondaggio Manga Sōsenkyo 2021 indetto da TV Asahi, 150 000 persone hanno votato la loro top 100 delle serie manga e Hanako-kun si è classificata all'85º posto.